# Широкая улица (Зеленогорск)
Широ́кая у́лица — улица в городе Зеленогорске Курортного района Санкт-Петербурга. Проходит от Приморского шоссе до Связной улицы.
Первоначальное название — Yrjonkatu — появилось в 1920-х годов. Оно переводится как Юрьевская улица и имеет связь с мужским именем Юрий.
Нынешнее название появилось, вероятно, после войны и происходит от ширины проезда. По Широкой улице были наименованы 1-й Широкий и 2-й Широкий переулки.
Широкая улица составляет трассу так называемого Верхнего шоссе. На север она продолжается улицей Мира.

## Перекрёстки
- Приморское шоссе
- 1-й Широкий переулок
- Средний проспект / Териокская улица
- Улица Мира
- Северная улица
- Связная улица